# Lycorina triangulifera
Lycorina triangulifera là một loài tò vò trong họ Ichneumonidae.